# Ivideliza Reyes Hernández
Ivideliza Reyes Hernández (Puente de Camotlán, La Yesca, Nayarit; 21 de diciembre de 1978) es una abogada y política mexicana, actualmente Senadora de la República por Nayarit, bajo el principio de primera minoría en la LXVI y LXVII Legislaturas del Congreso de la Unión de México.
Proveniente de una familia numerosa, siendo la cuarta de diez hermanos, realizó sus estudios básicos en su natal Puente de Camotlán hasta el bachillerato. Posteriormente, obtuvo el título de Licenciada en Derecho por la Universidad Autónoma de Guadalajara, donde también cursó una especialidad en Derecho Penal. Durante su etapa universitaria, se destacó como Presidenta de la Sociedad de Alumnos, siendo la primera mujer en ocupar este cargo, demostrando desde temprano su liderazgo.
Además, ha cursado diplomados en Derecho Familiar y Mercadotecnia Política, este último en el Instituto Tecnológico Autónomo de México (ITAM). En su carrera profesional, se desempeñó como Asesora Jurídica, Directora Jurídica del XXVI Ayuntamiento de La Yesca y Subdelegada de la Procuraduría de la Defensa del Menor y la Familia en dicho municipio.

## Trayectoria Política
A los 26 años, Ivideliza Reyes fue electa Presidenta Municipal de La Yesca (2005-2008), siendo la segunda mujer y la persona más joven en ocupar este cargo tanto en el municipio como en el estado de Nayarit. Su trayectoria política se ha caracterizado por su estrecha relación con el Partido Acción Nacional (PAN), del cual fue militante fundadora en La Yesca. En 2009, fue elegida Diputada Federal por el Tercer Distrito Electoral de Nayarit en la LXI Legislatura, convirtiéndose en la primera candidata del PAN en ganar por mayoría un distrito federal en el estado.
En 2012, fue candidata al Senado de la República por el PAN. Posteriormente, en 2014, fue candidata a diputada local por el IV Distrito Electoral de Nayarit, que abarca parte de Tepic y todo el municipio de Xalisco, obteniendo más de 24,000 votos, la mayor cantidad registrada en esa elección. Durante este período, fue diputada local en la XXXI Legislatura de Nayarit.
En 2017, se postuló como candidata independiente a la presidencia municipal de Tepic. Posteriormente, en 2019, fue candidata de la coalición Por México al Frente, propuesta por Movimiento Ciudadano, a Diputada Federal por el Segundo Distrito de Nayarit. Su carrera continuó como coordinadora de la Comisión Operativa Provisional de Movimiento Ciudadano, y en 2021 fue candidata a la presidencia municipal de Tepic por ese mismo partido.
En 2023, recibió la invitación de Xóchitl Gálvez para unirse a la coalición Fuerza y Corazón por México como candidata al Senado de la República, postulada por el Partido Acción Nacional. En las elecciones de 2024, logró un escaño en el Senado por el principio de primera minoría, representando a Nayarit.
- Datos: Q2835837